# إدريس لكريني
إدريس لكريني (28 يونيو 1974—) هو كاتب مغربي، وأستاذ العلاقات الدولية والقانون الدولي في كلية الحقوق بجامعة القاضي عياض في مراكش.
وهو مدير مختبر الدراسات الدستورية وتحليل الأزمات والسياسات (LECACP)، ورئيس منظمة العمل المغاربي OAM (هيئة مدنية).

## نشأته ودراسته
ولد إدريس لكريني في 28 حزيران يونيو 1974م بقصبة بني عمار زرهون بالمغرب، تابع تعليمه الابتدائي بمدرسة بني عمار، وانتقل بعد ذلك إلى إعدادية إدريس الأول بزرهون، وبعدها إلى إعدادية العباس بناني بفاس، ثم إعدادية عبد العلي بنشقرون بنفس المدينة، وحصل على شهادة البكلوريا في عام 1991 في تخصص الآداب العصرية من ثانوية ابن خلدون بفاس، ثم حاز في عام 1995 على الإجازة في القانون العام (العلاقات الدولية) من كلية الحقوق بجامعة محمد بن عبد الله بفاس، وهو حاصل على شهادة الدكتوراه في العلاقات الدولية، تخصص إدارة الأزمات من جامعة محمد الخامس بالرباط سنة 2001م،

## عمله وخبرته
عمل أستاذا زائرا بكلية الحقوق بمكناس (1999- 2002)، ثم التحق منذ عام 2003 أستاذا باحثا بكلية الحقوق بمراكش، أشرف على عدد من الأطروحات والرسائل الجامعية في القانون العام، وشارك في عدد من المؤتمرات الوطنية والدولية، ونشرت له مجموعة من الدراسات والكتب في مجال العلاقات الدولية وإدارة الأزمات، حصل على جائزة البحث حول العدالة الانتقالية في الوطن العربي عن مركز الكواكبي للعدالة الانتقالية سنة 2010م. وحصل أيضا على شهادة تدريب المدرّبين في مجال القانون الدولي الإنساني خلال الدورة التي عقدتها جامعة الدول العربية واللجنة الإقليمية للصليب الأحمر بالمملكة المغربية (يناير 2020)، وهو كاتب رأي بعدد من المجلات كدرع الوطن والصحف العربية كالخليج والمواقع الإلكترونية لمركز الجزيرة ومعهد العربية وكيوبوست ومركز المستقبل للدراسات والأبحاث المتقدمة، كما أجريت معه الكثير من المقابلات من قبل عدد من وسائل الإعلام ا.

## أعماله الفكرية والعلمية
صدرت له العديد من الكتب، من بينها:
- التداعيات الدولية الكبرى لأحداث 11 شتنبر؛ من غزو أفغانستان إلى احتلال العراق، المطبعة الوطنية؛ مراكش؛ الطبعة الأولى 2005.
- إدارة الأزمات في عالم متغير: المفهوم والمقومات والوسائل والتحديات؛ سلسلة دراسات سياسية؛ المركز العلمي للدراسات السياسية؛ الأردن؛ مطبعة الجامعة الأردنية؛ الطبعة الأولى 2010
- مفاهيم أساسية في القانون العام؛ المطبعة والوراقة الوطنية؛ مراكش المغرب؛ الطبعة الأولى 2014
- إدارة الأزمات في عالم متغير؛ المركز العلمي العربي للدراسات السياسية؛ المطبعة والوراقة الوطنية؛ المغرب؛ الطبعة الثانية (طبعة مزيدة ومنقحة) 2014.
- قضية «لوكربي».. بين متاهات الاستبداد وتحولات «النظام الدولي»؛ دار الياسمين بالإمارات العربية المتحدة؛ الطبعة الأولى 2015.
- القانون الدولي العام.. مبادئ ومفاهيم أساسية، مطبعة النجاح الجديدة  (المغرب 2017).
- العلاقات الدولية.. مفاهيم أساسية وقضايا معاصرة، مطبعة النجاح الجديدة (المغرب 2018).
- تدبير أزمات التحول الديمقراطي.. مقاربة للحراك العربي في ضوء التجارب الدولية، المطبعة والوراقة الوطنية، مراكش، 2020.
- إدارة الأزمات العابرة للحدود: مداخل إستراتيجية لتحويل المخاطر إلى فرص، مركز تريندز للبحوث والاستشارات، الإمارات العربية المتحدة 2021.
- المنظمات الدولية في عالم متغير.. الأمم المتحدة وإشكالات حفظ السلم والأمن الدوليين، مطبعة الأمنية، الرباط، الطبعة الأولى 2023
- طفولة بلا مطر (سيرة ذاتية) المطبعة والوراقة الوطنية، مراكش، الطبعة الأولى 2023

كما ساهم بدراسات في عدد من الكتب الجماعية منها أطوار التاريخ الانتقالي ومآل الثورات العربية.. وقام بتنسيق عدد من الكتب الجماعية ك «ثورة الربيع العربي.. مخاطر الانتقال السياسي والاقتصادي».. وساهم في إعداد موسوعة المفاهيم الأساسية في العلوم الإنسانية والفلسفة.
ونشرت له مجموعة من الدراسات والأبحاث في عدد من المجلات العربية المتخصصة منها:
- المستقبل العربي (لبنان)
- شؤون عربية (مصر)
- السياسة الدولية (مصر)
- رؤى إستراتيجية (الإمارات)
- الديمقراطية (مصر)
- المجلة المغربية للإدارة والتنمية (المغرب)
- نوافذ (المغرب)
- كتاب المسبار الشهري (الإمارات)
- مجلة الجامعة المغاربية (ليبيا)
- الدوحة (قطر)
- اتجاهات الأحداث (الإمارات)
- الدراسات الاستراتيجية (البحرين)
- رؤى تربوية (فلسطين).